# 星野昭吉
星野 昭吉（ほしの あきよし、1941年 - ）は、日本の政治学者。専門は、国際政治学・平和学。獨協大学法学部名誉教授。東京都出身。

## 経歴
- 1965年早稲田大学政治経済学部卒業
- 1971年 東京大学大学院社会学研究科国際関係論専攻修了

現在、獨協大学法学部名誉教授。

## 著書

### 単著
- 『国際政治――紛争と平和のダイナミズム』（新評論, 1980年）
- 『世界政治の変動と権力――アナキー・国家・システム・秩序・安全保障・戦争・平和』（同文舘出版, 1994年）
- Principles and Dynamics of World Politics: In Quest for a Theoretical Framework of the Changing Global System (Teihan, 1994).
- Prospect for Global Politics: Change, Conflict, Governance, and Peace in Globalization (Teihan, 1997).
- 『世界政治における行動主体と構造』（アジア書房, 2001年）
- 『世界政治の原理と変動――地球的規模の問題群と平和』（同文舘出版, 2002年）
- Deconstruction of International Politics and Reconstruction of World Politics: Global Politics and World Politics (Teihan, 2003).
- 『グローバル社会の平和学――「現状維持志向平和学」から「現状変革志向平和学」へ』（同文舘出版, 2005年）
- 『世界政治の理論と現実――グローバル政治における理論と現実の相互構成性』（亜細亜大学購買部, 2006年）
- 『世界政治と地球公共財――地球的規模の問題群と現状変革志向地球公共財』（同文舘出版, 2008年）

### 編著
- 『国際化日本の現在――国際化をめぐる諸問題への学際的アプローチ』（白桃書房, 1994年）
- 『グローバリゼーションと国際政治の変動』（テイハン, 1999年）
- 『地球的規模の問題群とその解決』（テイハン, 2001年）
- 『グローバル化社会における世界政治の現在』（テイハン, 2005年）
- 『グローバル政治とグローバル・ガバナンス』（テイハン, 2007年）

### 共編著
- （臼井久和）『世界政治学』（三嶺書房, 1999年）
- （臼井久和）『平和学』（三嶺書房, 1999年）

### 訳書
- クロード・ジュリアン『アメリカとは何か――国境なき帝国の実証的研究』（サイマル出版会, 1970年）
- J・K・ガルブレイス, Z・ブレジンスキー他『限りなき危機――シンポジウム アメリカの再生をめぐって』（サイマル出版会, 1972年）
- カール・ドイッチュ『ナショナリズムとその将来』（勁草書房, 1983年）